# Павловская, Татьяна Геннадьевна
Татья́на Генна́дьевна Павло́вская (род. 1969, Мурманск, СССР) — российская оперная певица (сопрано), солистка Мариинского театра. Заслуженная артистка России (2008).

## Биография
Окончила физико-математический лицей, музыкальную школу по классу фортепиано и музучилище по специальности хоровое дирижирование, в Мурманске. Затем в 1988 г. поступила в Санкт-Петербургскую государственную консерваторию им. Н. А. Римского-Корсакова на вокально-режиссёрский факультет, по специальности сольное пение. Окончила её с отличием в 1994 году.
1994 Поступила в аспирантуру, окончила в 1996 году, являлась ассистентом профессора Новиченко Т.Д. В 1994 году дебютировала на сцене Мариинского театра в партии Татьяны в опере «Евгений Онегин». По сей день является ведущей солисткой оперной труппы Мариинского театра.
Работала в крупнейших оперных театрах Лондона, Вашингтона, Нью-Йорка, сотрудничает с лучшими филармоническими и симфоническими оркестрами мира, выступала с выдающимися дирижёрами современности.

## Награды и звания
- 1994 — Лауреат Международного конкурса молодых оперных певцов им. Н. К. Печковского (Санкт-Петербург).
- 1994 — Лауреат конкурса молодых певцов во Вроцлаве (Польша).
- 2008 — Заслуженная артистка России[1]

Номинация BBC Awards,
Номинации Grammy 1998, 2018.
Golden Microphone 2018 г.
Golden Apple.
Награждена высшей наградой Республики Хакасия — Орденом за Заслуги перед Республикой Хакасия 2016 г.

## Партии в репертуаре
- Горислава («Руслан и Людмила»)
- Ольга («Псковитянка»)
- Татьяна («Евгений Онегин»)
- Мария («Мазепа»)
- Лиза («Пиковая дама»)
- Волхова («Садко»)
- Полина («Игрок»)
- Софья («Семён Котко»)
- Клара («Обручение в монастыре»)
- Наташа Ростова («Война и мир»)
- Амелия Гримальди («Симон Бокканегра»)
- миссис Алиса Форд («Фальстаф»)
- Дездемона («Отелло»)
- Недда («Паяцы»)
- Графиня Розина («Свадьба Фигаро»)
- Донна Эльвира («Дон Жуан»)
- Фьордилиджи («Так поступают все»)
- Антония («Сказки Гофмана»)
- Эльза («Лоэнгрин»)
- Изольда («Тристан и Изольда»)
- Брунгильда (цикл «Кольцо нибелунга»)
- Гувернантка («Поворот винта»)
- Адриана Лекуврёр («Адриана Лекуврёр»)
- Енуфа («Енуфа»)
- Лю («Турандот»)